# Cuatresia
Cuatresia es un género de plantas en la familia de las Solanáceas con 16 especies descritas y de estas, solo 14 aceptadas que se distribuyen por el neotrópico.

## Descripción
Son arbustos, que alcanza un tamaño de 1–3 m de alto, ramas jóvenes glabras. Hojas simples, dimorfas, las mayores elípticas a oblanceoladas, de 21–31 cm de largo y 8.8–15 cm de ancho, ápice agudo, base redondeada a obtusa, enteras, coriáceas, glabras; pecíolos 0.6–1.2 cm de largo, glabros. Inflorescencias cimoso-racemosas, con pocas flores, pedúnculo 5–10 mm de largo, pedicelos 4–10 mm de largo, robustos, vellosos con tricomas brillantes, café claros, flores actinomorfas, 5-meras; cáliz campanulado, 5–6 mm de largo, densamente velloso por fuera con tricomas colapsados, brillantes, café claros, lobos deltoides, de 2 mm de largo; corola campanulada a infundibuliforme, apicalmente plicada, 10–12 mm de largo, pubescente por fuera, amarilla, lobos 2.5–3.5 mm de largo; filamentos insertados en el 1/3 basal del tubo de la corola, casi glabros, anteras oblongas, 2.5–2.8 mm de largo, ventrifijas, inclusas, con dehiscencia longitudinal; ovario basalmente rodeado por un disco nectarífero grande. Fruto una baya, elíptica o angostamente piriforme, rodeada laxamente por el cáliz acrescente.

## Taxonomía
El género fue descrito por Armando Theodoro Hunziker y publicado en Kurtziana 10: 15–18. 1977. La especie tipo es: Cuatresia plowmanii

## Especies
- Cuatresia amistadensis
- Cuatresia colombiana
- Cuatresia cuspidata
- Cuatresia exiguiflora
- Cuatresia foreroi
- Cuatresia fosteriana
- Cuatresia garciae
- Cuatresia glomeruflorula
- Cuatresia harlingiana
- Cuatresia hunzikeriana
- Cuatresia plowmanii
- Cuatresia riparia
- Cuatresia trianae